# Partit Verd Europeu
|  | Aquest article tracta sobre el partit polític europeu. Si cerqueu l'antic partit valencianista (PVE), vegeu «Partit Valencianista d'Esquerra». |

El Partit Verd Europeu (EGP per les seves sigles en anglès o European Greens) és un partit polític europeu de caràcter majoritàriament progressista i proeuropeu, que agrupa a diverses formacions polítiques verdes d'arreu d'Europa, tant dins com fora de la Unió. En 2024 van escollir com a copresidents a la grega Vula Tsetsi i l'irlandes Ciarán Cuffe, que repetia mandat, mentre la sabadellenca Mar García Sanz va ser la secretària general des de 2014, càrrec que va renovar consecutivament fins al 2022, quan va ser susituïda per la italiana Benedetta de Marte. Al congrés de desembre de 2024 va incorporar-se al comité com a tresorer el barceloní Marc Gimenez d'Esquerra Verda.
European Greens és un dels 10 partits reconeguts per la Unió Europea (UE) i te 55 diputats, el quart per número, en el Parlament Europeu, tots presents al Grup d'Els Verds/Aliança Lliure Europea (Greens-EFA), que compta amb 73 diputats, comparteixen grup amb els partits membres de l'Aliança Lliure Europea, del Partit Pirata Europeu i de Volt Europa entre d'altres. Amb 42 partits repartits entre 37 països d'Europa, forma part del grup més gran de l'Assemblea Parlamentària del Consell d'Europa, amb 165 membres en el Grup dels Socialistes, Demòcrates i Verds, junt amb els membres del Partit dels Socialistes Europeus.
El Partit Verd Europeu inclou partits importants als seus estats com l'Aliança 90/Els Verds d'Alemanya, el Partit Popular Socialista de Dinamarca, la Lliga Verda de Finlàndia o l'Esquerra Verda dels Països Baixos, junt amb d'altres minoritaris i extraparlamentaris com l'LMP - Partit Verd d'Hongria, el Partit Ecologista "Els Verds" de Portugal o el Partit Verd de Txèquia.

## Història
El Partit Verd Europeu va ser fundat el 22 de febrer de 2004 en el quart Congrés de la Federació Europea de Partits Verds (EFGP) a Roma, al qual van assistir més de 1.000 delegats. Trenta-quatre partits verds de tot Europa es van unir a aquest nou partit paneuropeu, el primer partit polític a escala la Unió Europea. Les altres federacions polítiques europees van seguir l'exemple en els següents dos anys. Per als Verds aquesta va ser la culminació d'un procés que havia començat amb la formació de la Coordinació Verda Europea a finals dels anys vuitanta i amb la Federació Europea de Partits Verds en 1993.

### Coordinació Verda Europea
El 1979 es va crear la Coordinació dels Partits Verds i Radicals Europeus (CEGRP) per coordinar la participació dels partits Verds i Radicals en les eleccions al Parlament Europeu de 1979, però hi havia diferències considerables entre els partits verds i radicals i van ser incapaços de formar una plataforma electoral paneuropea comuna. Tot i que alguns partits estaven ben posicionats, cap diputat verd va entrar al Parlament Europeu.
A la primavera de 1984, a Lieja, es va celebrar un nou congrés per afrontar les eleccions europees d'aquell any. Es va establir una Coordinació Verda Europea Reestructurada (EGC), amb una secretaria proporcionada pel Partit Polític dels Radicals holandes i una declaració conjunta. A les eleccions, onze diputats van ser elegits per al Parlament Europeu, i van intentar formar el Grup de l'Enllaç Europeu Alternatiu Verd (GRAEL). Si bé, el grup era massa petit per a ser reconegut pel Parlament i, per tant, es va unir a altres partits al Grup Arc de Sant Martí, que també incloïa partits regionalistes, el Moviment Popular Danès contra la Unió Europea i alguns partits radicals i socialistes.
Els Verds Europeus van formar una estructura triangular amb GRAEL al Parlament Europeu, la Coordinadora Verda Europea com a òrgan de coordinació supranacional i els partits membres. La posició dels Verds europeus també es va veure afeblida pel principi de rotació que alguns partits membres (Alemanya i Països Baixos) van utilitzar, i els seus diputats van ser reemplaçats per uns altres després de complir la meitat del seu mandat. Aquesta tècnica de rotació es va originar amb els Verds alemanys per a evitar que els seus membres fossin cooptats pel sistema de negociació informal dins del Bundestag, però no els va funcionar dins del Parlament Europeu.
Per als partits neerlandesos, l'elecció per a la rotació era per un compromís entre tres partits que només tenien dos escons al Parlament: un escó era mantingut pel candidat principal, mentre que el segon es va alternar entre el segon i tercer candidat. D'aquesta manera, cada partit tindria un representant en el Parlament Europeu en algun moment. Finalment, les opinions dels Verds van mostrar una gran diversitat, especialment entre les tendències pro europees i euroescèptiques, i això va afeblir la posició dels Verds en el Parlament.
A les eleccions europees de 1989, els partits verds van obtenir 26 escons, però a causa dels conflictes oberts al Grup de l'Arc de Sant Martí, els Verds Europeus van formar un grup parlamentari separat, el Grup Verd al Parlament Europeu. Durant aquest període, els Verds es van atrinxerar més al parlament.

### Federació Europea de Partits Verds
El juny de 1993, la Federació Europea de Partits Verds va ser formada pels membres de la Coordinadora Verda Europea a Kirkkonummi (Finlàndia). L'organització es va estructurar més, ara tenia un congrés triennal, un Consell i un Comitè de la Federació, una forma d'executiva, i va reforçar els seus vincles amb el Grup dels Verds en el Parlament Europeu.
A les eleccions al Parlament Europeu de 1994 els partits verds van obtenir un total de 20 escons, i al grup es va unir un membre del Partit Popular Socialista danès i un membre del Partit Popular del Tirol del Sud italià. De nou, els Verds van formar un grup separat del Grup de l'Arc de Sant Martí, ara rebatejat com a Aliança Radical Europea.
En les eleccions al Parlament Europeu de 1999, els Verds van obtenir 38 escons, i van formar un grup combinat amb l'Aliança Lliure Europea, que representava als partits regionalistes i els moviments d'independència d'arreu d'Europa, que anteriorment participaven en l'Aliança Radical Europea. La relació entre els Verds i aquests partits era diferent de la formalitzada dins del Grup de l'Arc de Sant Martí, ja que els Verds eren més forts, tant numèricament com políticament.
La sabadellenca Mar García Sanz fou escollida secretària general en 2014. A les eleccions al Parlament Europeu de 2014 els candidats verds van ser José Bové i Ska Keller. El lema de la campanya era 'Canvia Europa, vota verd'. El grup Verds/ALE al Parlament Europeu va obtenir 50 escons en total.

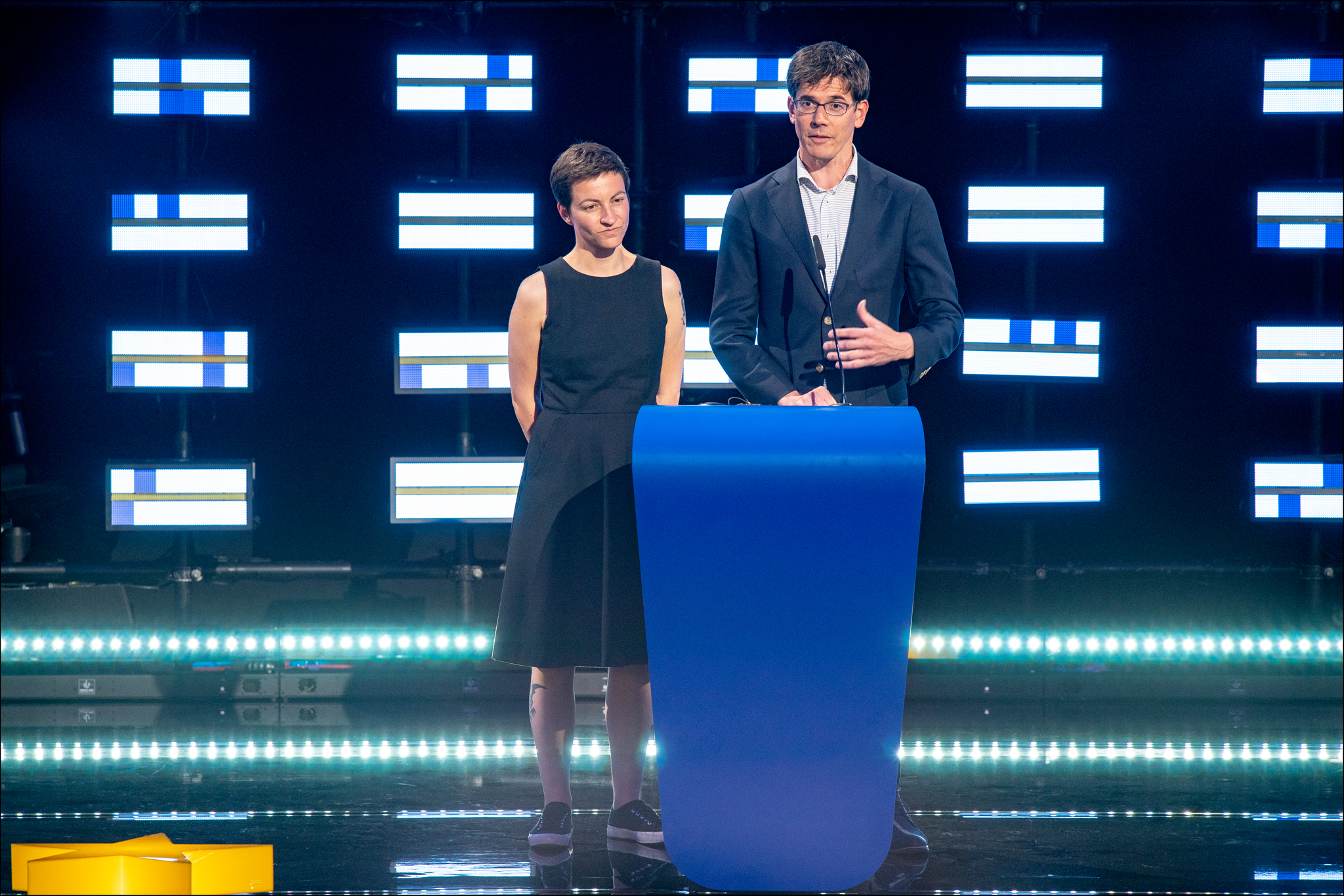
Ska Keller i Bas Eickhout en la presentació de la seva candidatura per al Partit Verd Europeu.

Els candidats a les eleccions al Parlament Europeu de 2019 van ser Ska Keller i Bas Eickhout, que van fer campanya per la protecció del clima, una Europa social, més democràcia i un estat de dret més fort. El Partit Verd Europeu va obtenir 67 escons, el seu màxim històric, en part a causa de la creixent consciència pública sobre el canvi climàtic i l'impacte dels moviments juvenils pel clima. L'augment més fort va ser a Alemanya, ja que l'Aliança 90/Els Verds va substituir el Partit Socialdemòcrata d'Alemanya de centreesquerra com el segon partit més fort. En 2019 van escollir com a copresidents a la belga Evelyne Huytebroeck i l'austríac Thomas Waitz, i Mar García va repetir com a secretària general. En 2022 es va escollir nova copresidència, en la que va repetir Thomas Waitz, i la francesa Mélanie Vogel va rellevar Evelyne Huytebroeck, i Benedetta De Marte fou escollida secretària general. En desembre de 2024, es va renovar totalment la presidència, Vula Tsetsi i Ciarán Cuffe van ser escollits com copresidents i Benedetta de Marte va repetir com a secretària general.

### Els governs belga, alemany i irlandès de principis de la dècada de 2020
Groen va entrar en un govern de coalició després de les eleccions legislatives belgues de 2019, a les eleccions federals alemanyes de 2021 l'Aliança 90/Els Verds va aconseguir el seu millor resultat de la història amb un 14,8% i van formar govern amb l'SPD, i després de les eleccions al Dáil Éireann de 2020 el Partit Verd d'Irlanda va entrar en un govern de coalició amb el Fine Gael i el Fianna Fáil, però a les eleccions legislatives belgues de 2024 les dretes i els liberals van triomfar a les eleccions desplaçant a socialistes i ecologistes, en 25 de setembre de 2024 Ricarda Lang i Omid Nouripour van dimitir com a líders de l'Aliança 90/Els Verds per la caiguda de suport a les eleccions al Parlament Europeu de 2024 i les eleccions estatals de Brandenburg i Turíngia, on va sortir del govern, i la gairebé desaparició a Saxònia, degut a l'ascens de l'Alternativa per Alemanya i l'incipient Aliança Sahra Wagenknecht, i a les eleccions al Dáil Éireann de 2024, en què els seus socis de govern Fianna Fáil i Fine Gael van quedar a dos escons de la majoria absoluta, el Partit Verd va perdre tots els seus escons menys un.
A les eleccions al Parlament Europeu de 2024 l'alemanya Terry Reintke va ser designada pel partit com a candidat a presidir la Comissió Europea, tanmateix els verds patiren un important descens en suport a les eleccions corresponent a la tendència a tot Europa, on les polítiques ecològiques dels partits verds en governs de principis de la dècada del 2020 com el d'Irlanda, Alemanya o Bèlgica afecten de manera desproporcionada els menys benestants amb mesures que encareixen la vida ignorant la tensió financera que pateixen moltes llars.

## Ideologia

Partits Membres

El Partit Verd Europeu es basa en les anomenades polítiques verdes com la responsabilitat ambiental, la llibertat individual, la democràcia, la diversitat, la justícia social, la igualtat de gènere, un desenvolupament sostenible global, i la no-violència. Aquestes idees han sigut defensades en múltiples informes com per exemple l'Informe Auken sobre l'especulació urbanística espanyola en 2009.
En l'àmbit d'internet, el grup Verds/ALE ha defensat amb força l'adopció d'una Free Information Infraestructure, principalment amb la Directiva de la Unió Europea sobre patentabilitat d'invencions implementades per ordinador en 2003.
Durant el II Congrés del PVE (2006) van adoptar els Estatuts definitius del partit, en els quals defineixen la seua línia ideològica.

## Membres
El Partit Verd Europeu defineix als seus estatuts quatre tipus de filiació: de ple dret, candidats, associats i de categoria especial (persones a títol individual majoritàriament). La pertinença o no de l'estat dels membres a la Unió Europea no afecta els drets dels membres dins el partit.

### Membres de la Unió Europea (2024)
| Estat         | Nom (català)                                                  | Nom (llengua del país)              | abr.  | Eurodiputats 2024 | +/. |
| ------------- | ------------------------------------------------------------- | ----------------------------------- | ----- | ----------------- | --- |
| Alemanya      | Aliança 90/Els Verds                                          | Bündnis 90/Die Grünen               | GRÜNE | 15 / 96           | ▼ 6 |
| Països Baixos | Esquerra Verda                                                | GroenLinks                          | GL    | 6 / 31            | ▲ 3 |
| França        | Europa Ecologia-Els Verds                                     | Europe Écologie - Les Verts         | EELV  | 5 / 81            | ▼ 7 |
| Espanya       | Esquerra Verda (integrat a Catalunya en Comú)                 | Esquerra Verda                      | EV    | 0 / 61            | =   |
| Espanya       | Verdes Equo (integrat a Sumar)                                | Verdes Equo                         | VQ    | 0 / 61            | =   |
| Espanya       | Catalunya en Comú (integrat a Sumar) (partit associat al PVE) |                                     | CeC   | 1 / 61            | =   |
| Itàlia        | Europa Verda - Verds (integrat a Alleanza Verdi e Sinistra)   | Europa Verde - Verdi                | EV-V  | 4 / 76            | ▲ 1 |
| Itàlia        | Verds del Tirol Sud                                           | Verdi - Grüne - Vërc                | V-G-V | 0 / 76            | =   |
| Dinamarca     | Partit Popular Socialista                                     | Socialistisk Folkeparti             | SF    | 3 / 15            | ▲ 1 |
| Suècia        | Partit Verd                                                   | Miljöpartiet de Gröna               | MP    | 3 / 21            | =   |
| Àustria       | Els Verds                                                     | Die Grünen - Die grüne Alternative  | GRÜNE | 3 / 20            | =   |
| Bèlgica       | Ecolo                                                         | Ecolo                               | cdH   | 1 / 22            | =   |
| Bèlgica       | Verd                                                          | Groen                               | CD&V  | 1 / 22            | ▼ 1 |
| Finlàndia     | Lliga Verda                                                   | Vihreät                             |       | 2 / 15            | ▼ 1 |
| Finlàndia     | Iniciativa Hållbart (partit associat al PVE)                  | Hållbart Initiativ                  |       | 0 / 15            | =   |
| Txèquia       | Piráti                                                        | Piráti                              |       | 1 / 21            | ▲ 1 |
| Croàcia       | Podem!                                                        | Možemo!                             |       | 1 / 12            | ▲ 1 |
| Eslovènia     | Vesna (partit associat al PVE)                                | VESNA – zelena stranka              | VESNA | 1 / 9             | ▲ 1 |
| Letònia       | Els Progressistes                                             | Progresīvie                         | PRO   | 1 / 9             | ▲ 1 |
| Lituània      | Unió de Demòcrates "Per Lituània"                             | Demokratų sąjunga „Vardan Lietuvos“ | DSVL  | 1 / 11            | ▲ 1 |
| Luxemburg     | Els Verds                                                     | Déi Gréng/Les Verts                 |       | 1 / 6             | =   |
| Romania       | NICOLAE ŞTEFĂNUȚĂ                                             | NICOLAE ŞTEFĂNUȚĂ                   |       | 1 / 33            | ▲ 1 |
| Bulgària      | Els Verds                                                     | Зелените                            |       | 0 / 17            | =   |
| Xipre         | Partit Verd de Xipre                                          | Κίνημα Οικολόγων Περιβαλλοντιστών   | KOSP  | 0 / 6             | =   |
| Eslovènia     | VESNA – zelena stranka (partit associat al PVE)               |                                     |       | 1 / 15            | ▲ 1 |
| Estònia       | Partit Verd Estonià                                           | Erakond Eestimaa Rohelised          | EER   | 0 / 7             | =   |
| Grècia        | Verds Ecologistes                                             | Οικολόγοι Πράσινοι                  | OP    | 0 / 21            | =   |
| Hongria       | LMP - Partit Verd d'Hongria                                   | LMP – Magyarország Zöld Pártja      | LMP   | 0 / 21            | =   |
| Irlanda       | Partit Verd                                                   | Comhaontas Glas                     |       | 0 / 14            | ▼ 2 |
| Malta         | AD+PD                                                         | AD+PD                               | ADPD  | 0 / 6             | =   |
| Polònia       | Els Verds                                                     | Partia Zieloni                      |       | 0 / 53            | =   |
| Portugal      | LIVRE                                                         | LIVRE                               | LIVRE | 0 / 21            | =   |
| Portugal      | Partit Ecologista-Els Verds                                   | Partido Ecologista "Os Verdes"      | PEV   | 0 / 21            | =   |
| Portugal      | Persones-Animals-Naturesa (partit associat al PVE)            | Pessoas-Animais-Natureza            | PAN   | 0 / 21            | =   |

### Membres de fora de la Unió Europea
A més, l'EGP també compta amb 13 partits de 12 països de fora de la Unió Europea.
| Estat              | Nom (català)                                                       | Nom (llengua del país) | abr.                       | Tipus    |
| ------------------ | ------------------------------------------------------------------ | --- | -------------------------- | -------- |
| Albània            | Partit Verd d'Albania                                              | Partia e Gjelbër | PGJ                        | Ple dret |
| Azerbaidjan        | Partit Verd d’Azerbaidjan                                          | Azərbaycan Yaşlılar Partiyası                                                                                              |                            | Associat |
| Belarús            | Partit Belarús «Els Verds»                                         | Беларуская партыя «Зялёныя» Bielaruskaja partyja «Zialionyja» Белорусская партия «Зелёные» Belorusskaya partiya «Zelonyye» |                            | Associat |
| Geòrgia            | Partit Verd de Geòrgia                                             | საქართველოს მწვანეთა პარტია Sak’art’velos mtsvanet’a partia                                                                |                            | Ple dret |
| Macedònia del Nord | Renaixement Democràtic de Macedònia                                | Демократска обнова на Македонија Demokratska obnova na Makedonija                                                          | ДоМ                        | Ple dret |
| Moldàvia           | Partit Ecologista Verd                                             | Partidul Verde Ecologist                                                                                                   | PVE                        | Ple dret |
| Montenegro         | Acció de Reforma Unida del Moviment Cívic                          | Грађански покрет Уједињена реформска акција Građanski Pokret Ujedinjena reformska akcija                                   | URA                        | Candidat |
| Noruega            | Partit Verd                                                        | Miljøpartiet De Grønne Miljøpartiet Dei Grøne Birasbellodat Ruonát                                                         |                            | Ple dret |
| Suïssa             | Partit Verd de Suïssa                                              | Grüne Schweiz Les VERT-E-S suisses Verdi svizzeri Verda svizra                                                             | GRÜNE VERT-E-S VERDI VERDA | Ple dret |
| Regne Unit         | Partit Verd d'Anglaterra i Gal·les                                 | Green Party of England and Wales Plaid Werdd Cymru a Lloegr                                                                | Greens                     | Ple dret |
| Regne Unit         | Partit Verd d'Irlanda del Nord (integrat al Partit Verd d'Irlanda) | Comhaontas Glas Green Party                                                                                                | Greens                     | Ple dret |
| Regne Unit         | Partit Verd Escocès                                                | Pàrtaidh Uaine na h-Alba Scots Green Pairtie Scottish Green Party                                                          | Green                      | Ple dret |
| Rússia             | Unió dels Verds de Rússia                                          | Союз зелёных России Soyuz zelonykh Rossii                                                                                  |                            | Associat |
| Turquia            | Partit Verd d'Esquerra                                             | Yeşil Sol Parti |                            | Canditat |

### Membres de categoria especial
Són membres de categoria especial tots els eurodiputats a la cambra, de manera indirecta per ser part d'un partit membre del Partit Verd Europeu. Si bé, també hi formen part de manera directa Ernest Urtasun, eurodiputat d'Esquerra Verda i Catalunya en Comú, Caroline Rosse i Salima Yenbou de l'Aliança Ecologista Independent de França, Silwia Spurek eurodiputada independent polonesa o Francicso Guerreir, exmembre del partit portuguès Persones-Animals-Natura, entre d'altres.

## Resultats electorals
| Any  | Diputats | Diputats % | Vots % | Status             |
| ---- | -------- | ---------- | ------ | ------------------ |
| 1979 | 0 / 410  | 0          | 2.4%   | extraparliamentari |
| 1984 | 11 / 434 | 2.5%       | 4.2%   | oposició           |
| 1989 | 25 / 518 | 4.8%       | 7.4%   | oposició           |
| 1994 | 21 / 567 | 3.7%       | 7.4%   | oposició           |
| 1999 | 38 / 626 | 6.1%       | 7.7%   | oposició           |
| 2004 | 35 / 732 | 4.8%       | 7.3%   | oposició           |
| 2009 | 48 / 736 | 6.2%       | 7.3%   | oposició           |
| 2014 | 50 / 751 | 6.7%       | 7.3%   | oposició           |
| 2019 | 67 / 751 | 11.4%      | 10.0%  | oposició           |
| 2024 | 53 / 720 | 7.6%       | 7,3%   | oposició           |